# Belojarszkiji járás (Hanti- és Manysiföld)
A Belojarszkiji járás (oroszul Белоя́рский район) Oroszország egyik járása Hanti- és Manysiföldön. Székhelye Belojarszkij.

## Népesség
- 2010-ben 30 049 lakosa volt, melyből 19 321 orosz (64,3%), 2 435 hanti (8,1%), 2 354 ukrán, 1 391 tatár, 481 fehérorosz, 433 baskír, 402 kumik, 342 komi, 249 örmény, 240 kirgiz stb.